# Zitenga (département)
Pour le village chef-lieu, voir Zitenga.
Ne doit pas être confondu avec Zimtenga (département).
Zitenga est un département et une commune rurale de la province de l’Oubritenga, situé dans la région du Plateau-Central au Burkina Faso.
Le département comptabilisait 41 739 habitants en 2006.

## Villages
Le département et la commune rurale de Zitenga est administrativement composé de quarante-six villages, dont le village chef-lieu homonyme (données de population consolidées issues du recensement général de 2006) :
- Andem (1 524 habitants)
- Bagtenga (926 habitants)
- Barkoundouba-Mossi (809 habitants)
- Bendogo (645 habitants)
- Bissiga-Mossi (1 818 habitants)
- Bissiga-Yarcé (560 habitants)
- Boalla (561 habitants)
- Dayagrétenga (1 034 habitants)
- Dimianéma (1 059 habitants)
- Itaoré (525 habitants)
- Kogmasgo (398 habitants)
- Kolgdiessé (459 habitants)
- Kologkom (445 habitants)
- Komnogo (463 habitants)
- Lallé (1 163 habitants)
- Leléxé (1 270 habitants)
- Lemnogo (1 386 habitants)
- Nagtaoli (288 habitants)
- Nambéguian (753 habitants)
- Nioniokodogo-Mossi (374 habitants)
- Nioniokodogo-Peulh (1 172 habitants)
- Nioniopalogo (701 habitants)
- Nonghin (1 427 habitants)
- Ouatinoma (1 010 habitants)
- Pendemtenga (1 461 habitants)
- Poédogo (485 habitants)
- Sadaba (3 887 habitants)
- Samtenga (377 habitants)
- Souka (567 habitants)
- Tamasgo (1 168 habitants)
- Tampanga (305 habitants)
- Tampèlga (1 053 habitants)
- Tampouy-Silmimossé (128 habitants)
- Tampouy-Yarcé (1 282 habitants)
- Tanghin (860 habitants)
- Tanghin Kossodo-Peulh (441 habitants)
- Tankounga (2 002 habitants)
- Tanlili (1 890 habitants)
- Tiba (444 habitants)
- Toanda (1 129 habitants)
- Yamana (1 206 habitants)
- Yanga (291 habitants)
- Yargo (877 habitants)
- Zakin (552 habitants)
- Zéguédéguin (323 habitants)
- Zitenga (241 habitants), chef-lieu